# Euphyto subopaca
Euphyto subopaca är en tvåvingeart som först beskrevs av Daniel William Coquillett 1897.  Euphyto subopaca ingår i släktet Euphyto och familjen köttflugor. Inga underarter finns listade i Catalogue of Life.